# Феликс из Героны

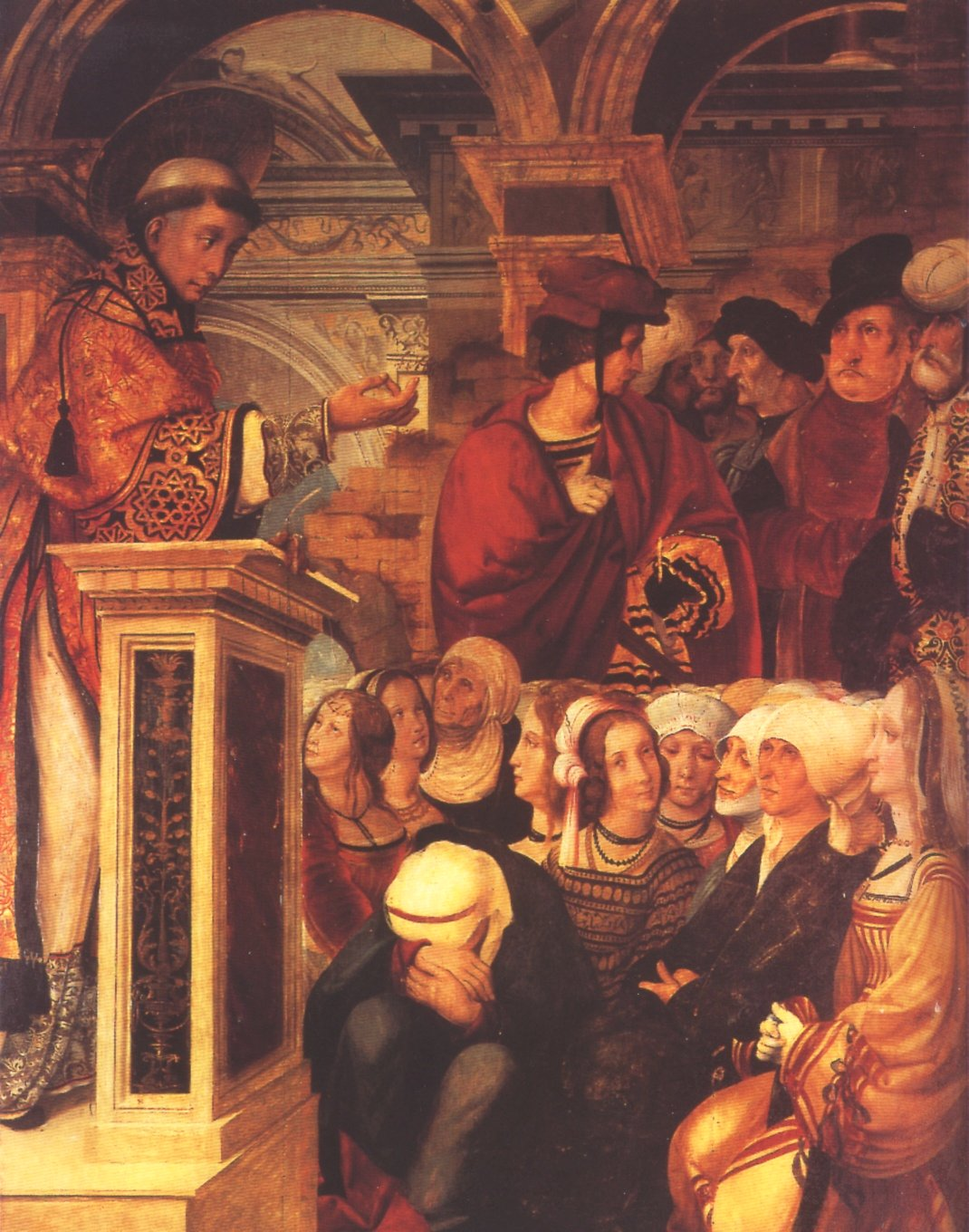

Феликс (ум. в 307) — диакон, священномученик. День памяти — 1 августа. 
Святой Феликс, диакон, бежал из Героны, Каталония, вместе с епископом Нарциссом. Оказавшись в Аугсбурге, они вели проповедь, благодаря которой обратилась ко Господу святая Афра Аугсбургская. Впоследствии святой Феликс вернулся в Герону, где был умучен.